# Karl Diebitsch
Karl Diebitsch (3 de enero de 1899 – 6 de agosto de 1985) fue un artista y oficial de la Schutzstaffel (SS) responsable de diseñar gran parte de la parafernalia de las SS durante la era nazi, incluyendo la vaina de la daga encadenada de los oficiales de las SS. Diebitsch trabajó con el diseñador gráfico Walter Heck para diseñar el conocido uniforme negro de las SS. También, junto con su socio industrial Franz Nagy, Diebitsch comenzó la producción de porcelana artística en la fábrica Porzellan Manufaktur Allach.

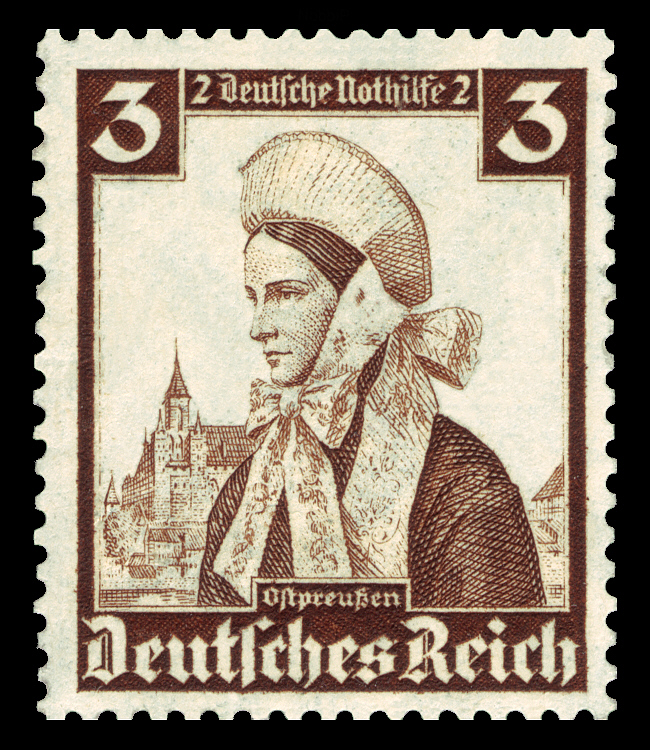
Uno de los sellos que Diebitsch diseñó para el Rijkspost.

## Vida
Diebitsch nació el 3 de enero de 1899 en la ciudad de Hanover, Alemania. En Hanover completó su aprendizaje como pintor decorador después de la Primera Guerra Mundial, debido a su alistamiento en la Marina Imperial Alemana en 1915. Obtuvo la Cruz de Hierro, Segunda Clase, mientras servía en una batería de artillería durante la Primera Guerra Mundial.
Después de un breve período trabajando como comerciante, retomó su educación. Diebitsch se inscribió en la Escuela de Diseño de la Academia de Artes Plásticas y Gráficas de Múnich el 29 de octubre de 1919.

### Unión al Partido Nazi
El 1 de mayo de 1920, Diebitsch se unió al Partido Nazi (NSDAP). Su número de miembro era 1,436. Desde 1920 hasta 1923 fue miembro del Freikorps (Cuerpos Francos). Dos años después del Putsch de la Cervecería, Diebitsch completó su formación artística formal en 1925, seguido de varios años viviendo y trabajando en Múnich como pintor y artista gráfico. Cuando los nazis llegaron al poder en 1933, Diebitsch trasladó a su familia a Berlín y allí se unió al Reichsverband Bildender Künstler Deutschlands (Asociación Nacional de Artistas Visuales Alemanes). En 1932, el nuevo uniforme negro de las SS fue diseñado por Diebitsch junto con el diseñador gráfico Walter Heck. En noviembre de 1933 se unió a las SS (número de miembro 141,990), y en 1937 se reincorporó al NSDAP, con un número de miembro de 4,690,956.

## Obras de arte para la Alemania Nazi

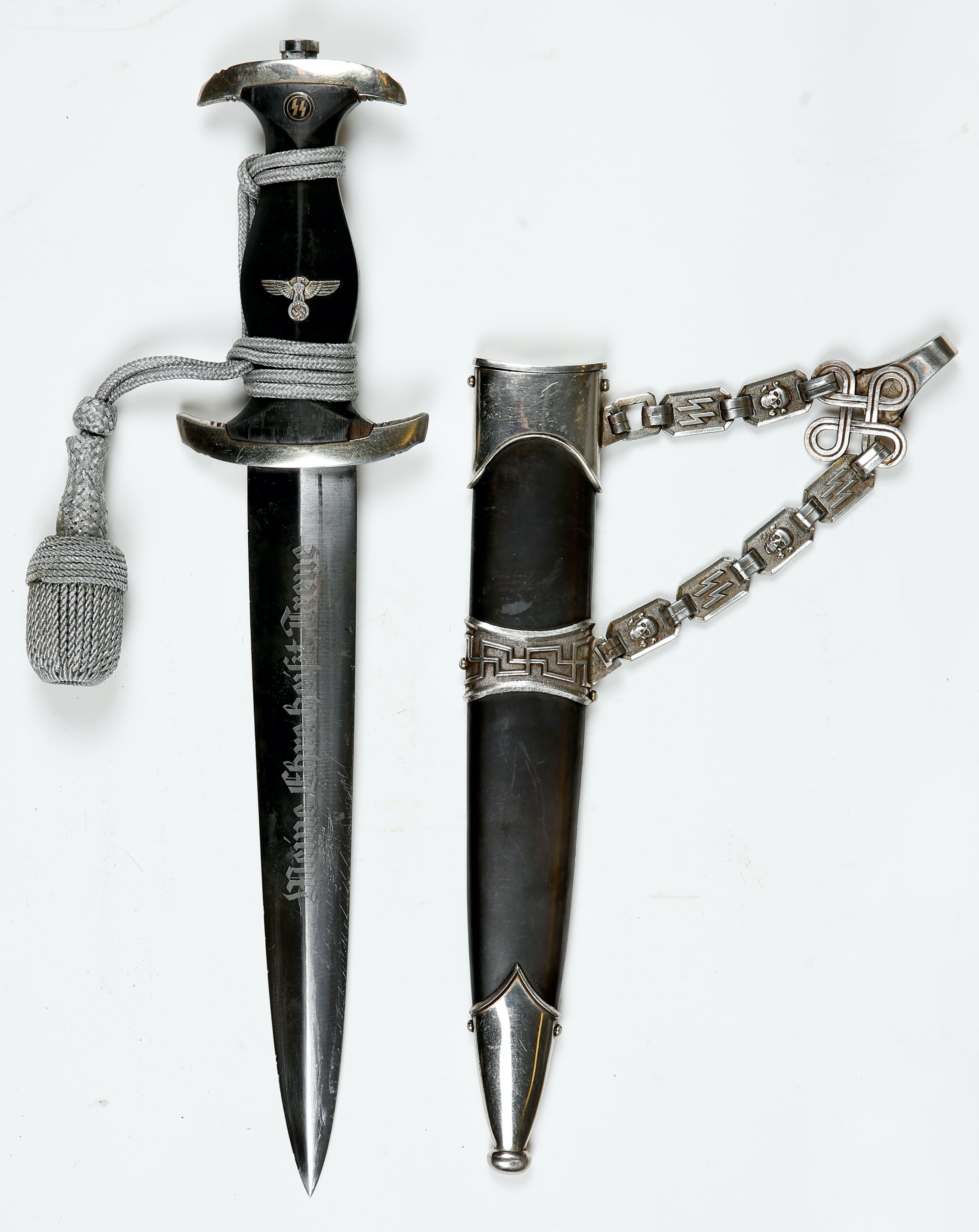
Espada de Diebitsch

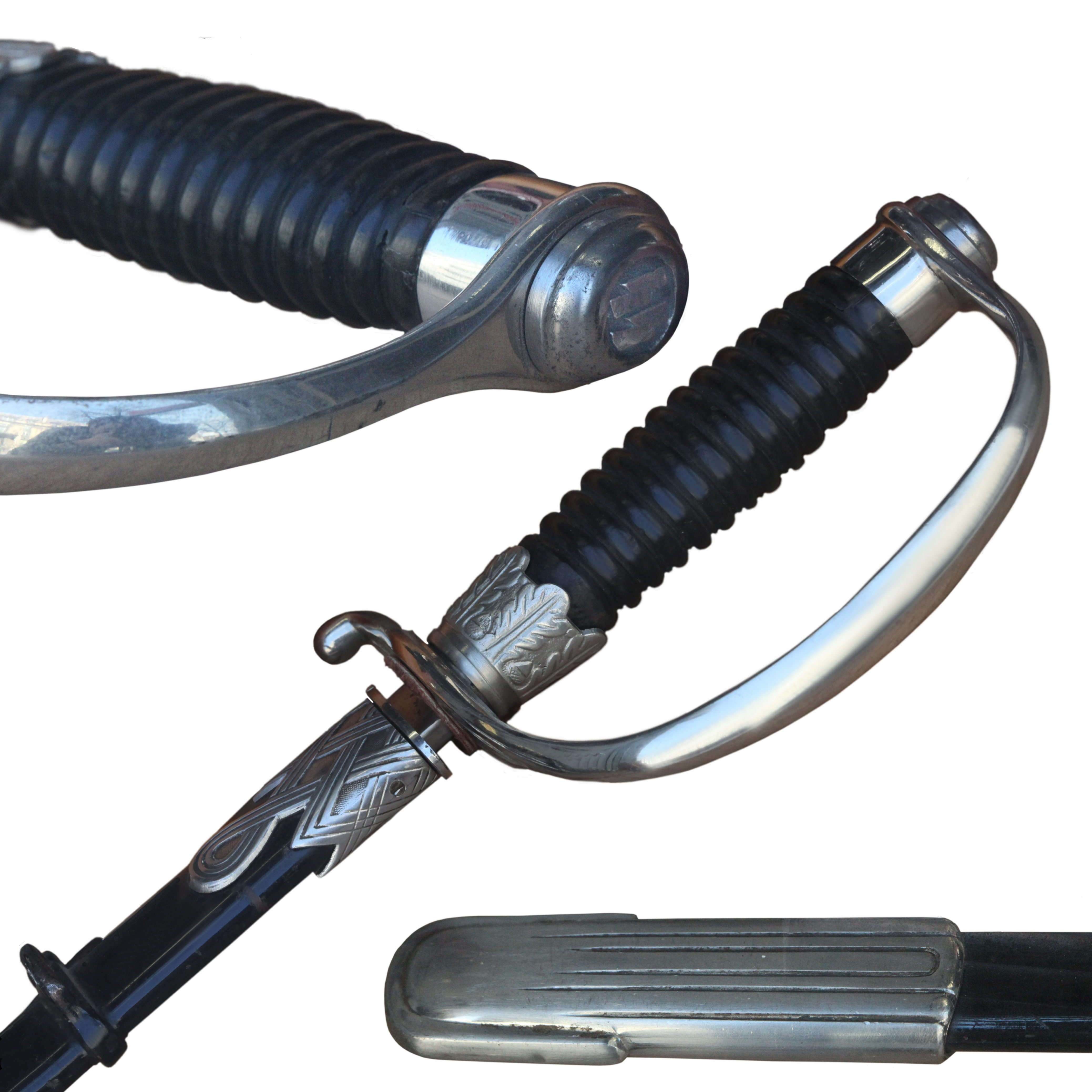
Empuñadura del Degen (SS), una espada ceremonial recta o espada corta, diseñada por Diebitsch

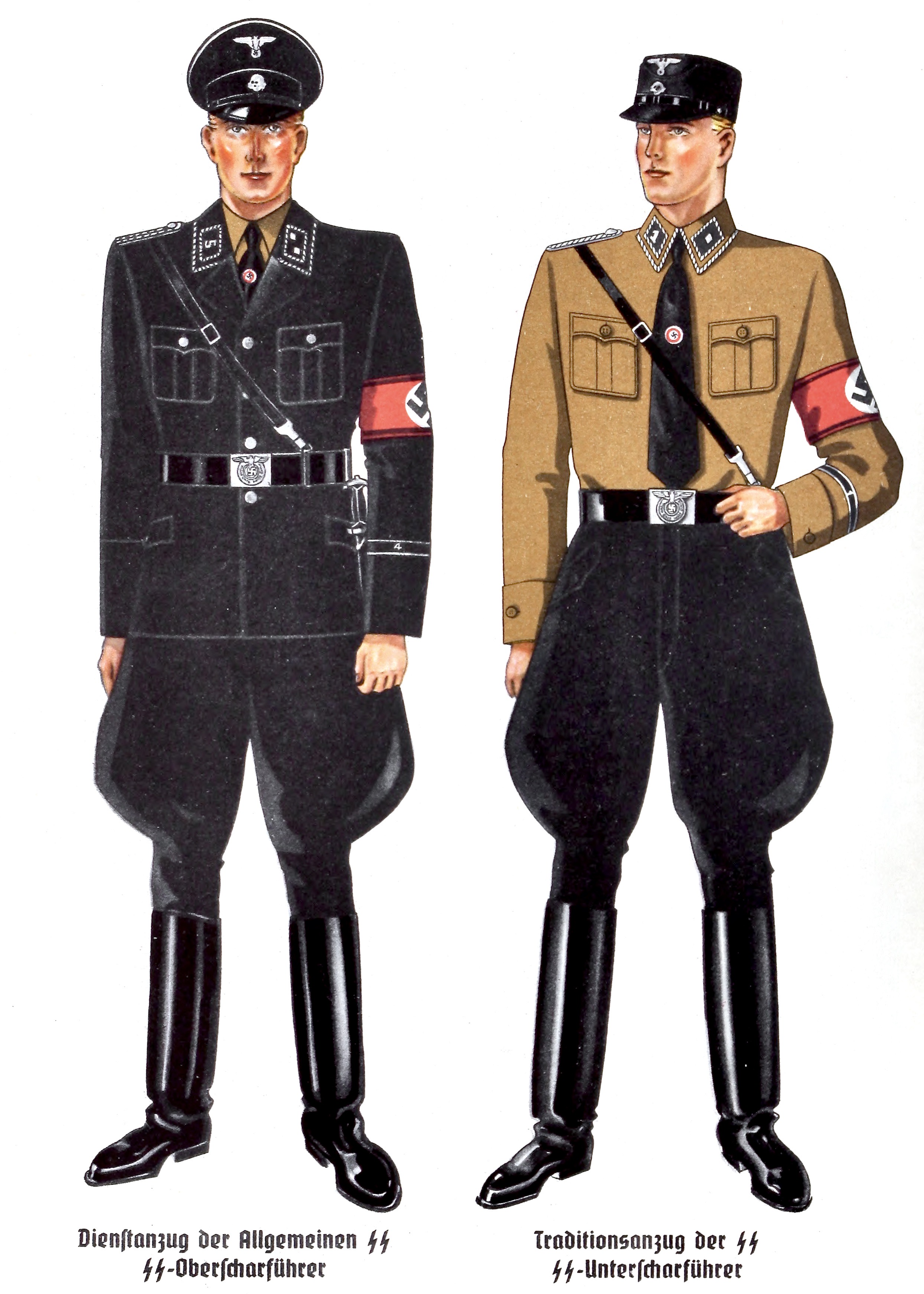
Uniformes Allgemeine-SS

Diebitsch fue director de la Porzellan Manufaktur Allach de las SS en 1936 hasta que la producción de porcelana de las SS fue trasladada a Dachau. En ese mismo año diseñó partes de dagas y espadas de las SS, junto con muchos otros artículos de las SS. En 1938 recibió uno de los principales premios en una exposición en la Casa del Arte Alemán en Múnich por su pintura titulada Mutter (Madre). En 1939, Diebitsch diseñó el logotipo del encabezado de la Ahnenerbe y los escudos para oficiales de las SS. En mayo de 1939 diseñó una ventana para una pared exterior de la cúpula "König-Heinrich" en la abadía de Quedlinburg. Diebitsch también diseñó muchos sellos postales alemanes durante el Tercer Reich. Adolf Hitler le otorgó el título honorífico de Profesor.

Sirvió en el Personal Staff Reichsführer-SS y diseñó un tapiz que fue creado por Elsie Seifert.
Fue retirado de la residencia de Heinrich Himmler en Berchtesgaden en 1945 por un miembro del Regimiento de Paracaidistas 506 de la División Aerotransportada 101.ª del ejército estadounidense. Esta pieza originalmente colgaba en el Reichstag, pero fue trasladada a la residencia de Himmler después de un incendio que destruyó una pieza similar. Está construido con hilo de oro de bullón pesado sobre un fondo de terciopelo rojo sangre. Borlas y cordón de bullón. Tiene aproximadamente 7 x 9 pies de tamaño.

## Años de guerra y vida posterior
Además de ser artista, Diebitsch fue oficial de reserva en las Waffen-SS durante el transcurso de la Segunda Guerra Mundial. Recibió asignaciones de personal en la SS-Totenkopfstandarte (Regimiento de la Calavera SS), el SS-Regiment "Germania", la SS-División "Wiking" y el Höchste SS- und Polizeiführer Italien (Líder Supremo de las SS y la Policía en Italia). Diebitsch finalmente fue ascendido al rango de SS-Oberführer (coronel mayor) el 20 de abril de 1944. Después de la guerra, fue indultado durante los Juicios de Núremberg. En los años siguientes, Diebitsch trabajó como pintor de porcelana para la fábrica Heinrich & Co. Falleció en 1985.